# Lavey-Morcles
Lavey-Morcles es una comuna suiza del cantón de Vaud, ubicada en el distrito de Aigle. Limita al norte y al este con la comuna de Bex, al sur con Collonges (VS), y al oeste con Saint-Maurice (VS).
Las localidades de Lavey-les-Bains, Lavey-Village y Morcles también pertenecen al territorio comunal. La comuna formó parte del círculo de Bex hasta el 31 de diciembre de 2007, tras la disolución del círculo con el entrada en vigor de la nueva ley de división territorial del cantón de Vaud.